# 558 Polowy Oddział Kozacki
558 Polowy Oddział Kozacki (niem.: Kosaken-Feld-Abteilung 558) – oddział wojskowy Wehrmachtu złożony z Kozaków podczas II wojny światowej
Na przełomie września i października 1942 roku w obozie zbiorczym w Szepietowce na Ukrainie został sformowany 9 Kubański Kozacki Pułk. Na jego czele stanął płk Skomorochow. W styczniu 1943 przemianowano go na 558 Polowy Oddział Kozacki z podporządkowaniem Grupie Armii „B”. Pełnił zadania ochronne. W maju tego roku przeniesiono go do Mławy, gdzie jego żołnierze weszli w skład 4 Pułku Kawalerii Kozaków kubańskich nowo formowanej 1 Kozackiej Dywizji Kawalerii.